# اكمة الاسية (فرع العدين)

تعديل مصدري - تعديل

اكمة الاسية محلة تابعة لقرية المرجامة، التابعة لعزلة المزاحن بمديرية فرع العدين إحدى مديريات محافظة إب في الجمهورية اليمنية، بلغ تعداد سكانها 29 حسب تعداد اليمن لعام 2004.